# Збагачення вугільних шламів масляною агрегацією

Структурна схема процесу селективної агрегації — флокуляції, (аналогічні схеми агломерації і грануляції) вугілля маслами

Кінетика процесу селективної агрегації — флокуляції, (аналогічна кінетика агломерації і грануляції) вугілля маслами і латексами

## Визначення і загальний опис
Збагачення вугільних шламів масляною агрегацією належить до нетрадиційних методів збагачення шламів, але добре вивчених у лабораторних, стендових, полігонних та дослідно-промислових умовах, належить клас фізико-хімічних методів, які відомі в Україні під назвою масляної грануляції й агломерації. Вони застосовуються для збагачення, зневоднення та облагороджування корисних копалин, зокрема вугілля. При цьому діапазон зольності вихідного вугілля широкий — від 10-15 до 60-75 %, а процес вирізняється високим самовирівнюванням, що забезпечує стабільні характеристики концентрату при коливанні характеристик збагачуваного вугілля в широких межах.

## Різновиди процесу
Розрізняють масляну грануляцію (зерна до 3-5 мм, витрати реагенту — від 8-10 до 40-50 мас. %) і агломерацію (полідисперсний матеріал 0-3(5) мм, витрати реагенту становлять 2-7 мас. %). Як реагент застосовують різні нафтопродукти, кам'яновугільні смоли, вторинні масла. Гранулят являє собою моно- або полідисперсний продукт крупністю від 0,5-0,7 до 7-10 мм. Агломерат — частково згранульований полідисперсний матеріал крупністю від 0,2-0,3 мм і більше.

## Суть і технологічні результати
У загальному випадку суть методу полягає у вибірковій агрегації гідрофобних вугільних частинок у водовугільній гідросуміші аполярним вуглеводневим зв'язуючим (маслом) у відносно міцні вуглемасляні агрегати (агломерати, гранули). При цьому гідрофільні мінеральні частинки, які не змочуються маслом, залишаються у водній фазі гідросуміші в диспергованому стані.
Найвідомішими закордонними технологіями масляної грануляції (агломерації) тонкодисперсного вугілля є Трент-процес; процеси CFRI (Індія); NRCC (Канада); метод фірми «Шелл»; метод ВНР (Австралія); процес ВУХИНа (Росія) та ін. В Україні широкі дослідження з масляної грануляції (агломерації) вугілля проведені в Донецькому державному технічному університеті. Ці процеси, на відміну від згаданих вище, дають можливість високоефективного збагачення тонкодисперсного вугілля (майже до 0 мм), тому зупинимося на них докладніше.
Масляна грануляція — складний багатоетапний процес, протікання якого можливе за двома принципово різними механізмами — «амальгамним» і «коалесцентним». У першому випадку при перемішуванні водовугільної суспензії зі зв'язуючим у турбулентно-му режимі мають місце такі субпроцеси: наповнення плівки зв'язуючого органічною масою з утворенням вугіллянаповненої «амальгами»; руйнування останньої на первинні агрегати; обкатування агрегатів до утворення вуглемасляних гранул переважно сферичної форми. Ефективність процесу грануляції в цілому багато в чому визначається умовами утворення і руйнування вуглемасляної «амальгами». Ця ефективність максимальна при досягненні граничного насичення об'ємної вуглеводневої плівки вугільними фракціями (вугленаповнену плівку умовно називають «амальгамою»). При подальшому перемішуванні гідросуміші «амальгама» втрачає свої тиксотропні властивості та руйнується, утворюючи локальні вугіль-номасляні структури. Досягнення граничного насичення «амальгами» забезпечується відповідним технологічним режимом процесу (числом Re, рН середовища, підбором та співвідношенням пар «вугілля-зв'язуюче», питомими витратами реагенту-зв'язуючого, густиною гідросуміші тощо). Механізм «амальгамного» гранулоутворення реалі-зується при масляній грануляції вугілля в суспензіях (гідросумішах) високої густини (300—500 кг/м³), витратах зв'язуючого більше 15-20 % на суху масу вугілля крупністю 0 — 1(2) мм.

Вугільно-масляні агломерати

«Коалесцентний» механізм гранулоутворення включає диспер-гування зв'язуючого в турбулентному потоці суспензії з виникненням емульсії (найчастіше грубодисперсної); обмаслення вугільних частинок при їхній взаємодії з краплями зв'язуючого; виникнення первин-них структур за рахунок аутогезійного злипання обмаслених вугільних зерен; формування гранул за рахунок ущільнення та обкатування первинних структур; вторинну агрегацію гранул. Цей механізм агрегатування спостерігається при щільності суспензії 100—300 кг/м3 та витратах зв'язуючого менше 10-15 % на суху масу вугілля.
Гранулоутворювальними при масляній грануляції (агломерації) є сили капілярного зчеплення, поверхневого натягу, когезія зв'язуючого, адгезійні сили різної природи на межі «вугілля-зв'язуюче».
Процес масляної грануляції забезпечує збагачення та зневоднення вугільних фракцій крупністю 0-0,5 (1) мм. При цьому одна з найважливіших переваг масляної грануляції (агломерації) полягає в можливості ефективної переробки вугільних фракцій крупністю 0-100 мкм. Результати, які при цьому досягаються (з селективності розділення, вологості концентратів), перевищують технологічні показники раніше описаних технологій.
Серйозним недоліком, який стримує впровадження технології масляної грануляції, є високі питомі витрати зв'язуючого вуглеводневого реагенту (від 10-15 % до 25-30 % на суху масу вихідного вугілля), яким слугують дефіцитні в Україні вуглеводні нафтового походження — мазут, пічне та дизельне паливо, нафтовий пек і т. ін. Крім того, застосування великої кількості зв'язуючого неминуче призводить до їхньої часткової втрати як з відходами грануляції, так і з водною фазою суспензії, що, у свою чергу, створює проблему забруднення вуглеводнями довкілля.